# Liste der Kulturdenkmäler in Horbach (bei Simmertal)
In der Liste der Kulturdenkmäler in Horbach sind alle Kulturdenkmäler der rheinland-pfälzischen Ortsgemeinde Horbach aufgeführt. Grundlage ist die Denkmalliste des Landes Rheinland-Pfalz (Stand: 2. August 2023).

## Einzeldenkmäler
| Bezeichnung         | Lage                | Baujahr | Beschreibung                      | Bild            |
| ------------------- | ------------------- | ------- | --------------------------------- | --------------- |
| Evangelische Kirche | Hauptstraße 22 Lage | 1747    | barocker Saalbau, bezeichnet 1747 | Fotos hochladen |